# 贝塞雷亚
贝塞雷亚，是西班牙加利西亚自治区卢戈省的一个市镇。 总面积172平方公里，总人口3472人（2001年），人口密度20人/平方公里。